# Heike Singer
Heike Singer (n. 14 iulie 1964, Rodewisch, Saxonia, Germania) este o canoistă ce a reprezentat Germania, medaliată olimpică. A participat la o ediție a Jocurilor Olimpice (1988) în care a câștigat o medalie de aur.

## Participări
Lista de mai jos prezintă principalele competiții la care a participat Heike Singer de-a lungul carierei.
- canoeing at the 1988 Summer Olympics – women's K-4 500 metres[*]